# Астрал: Останній ключ
«Астрал 4: Останній ключ» (англ. Insidious: The Last Key) — четвертий американський фільм жахів з серії фільмів «Астрал» режисера Адама Робітела про нову боротьбу екстрасенса-медіума Еліс Райнер з демонами в області Астрала. 
Прем'єра фільму в США відбулася 5 січня 2018 року. В Україні фільм вийшов у широкий прокат 18 січня 2018 року.

## Сюжет
Після подій в попередньому фільмі Еліс Райнер продовжує досліджувати надприродні заворушення, що відбуваються в будинку сім'ї в Нью-Мексико, будинку, в якому вона жила в юності.
Місто, де відбувається більша частина фільму, називається «П'ять ключів», Нью-Мексико. У демона у цьому фільмі п'ять клавіш для пальців.

## Виробництво
Зйомки почалися в серпні 2016 року та закінчилися в наступному місяці. 29 серпня 2017 року було оголошено нову назву фільму — «Insidious: The Last Key», українською «Астрал: Останній ключ»..
5 вересня 2017 року вийшов перший трейлер.